# Silene nurensis
Silene nurensis är en nejlikväxtart som beskrevs av Pierre Edmond Boissier och Hausskn. Silene nurensis ingår i släktet glimmar, och familjen nejlikväxter. Inga underarter finns listade i Catalogue of Life.